# 能源

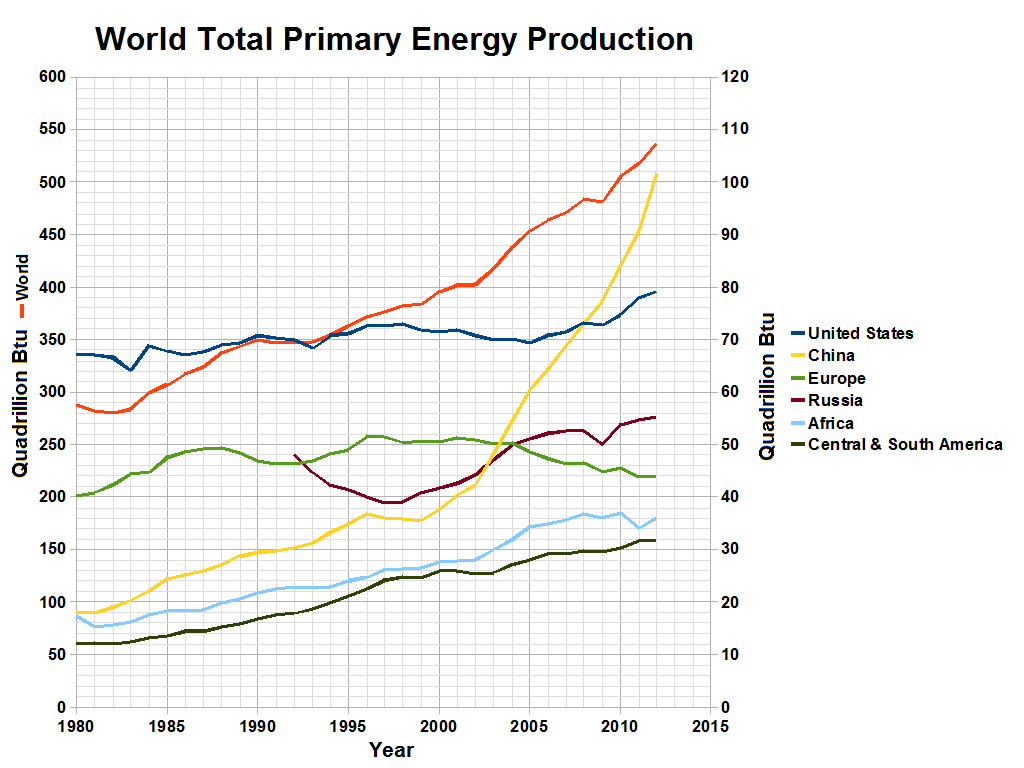
全球主要国家和地区的一次能源产量

能源指可以产生能量的物质资源，例如燃料，石油加工產品和電力。這些都是可利用的能源來源，因為它們可以很容易地轉化為其他為特定的用處種類的能源。
在自然界中，能源可以採取幾種不同的形式存在：熱能，電能，輻射能，化學能等。許多這些形式可以很容易轉化為另一種的幫助下，如利用裝置；從化學能到電能使用的電池。但我們大多數現有的能源來自於太陽。

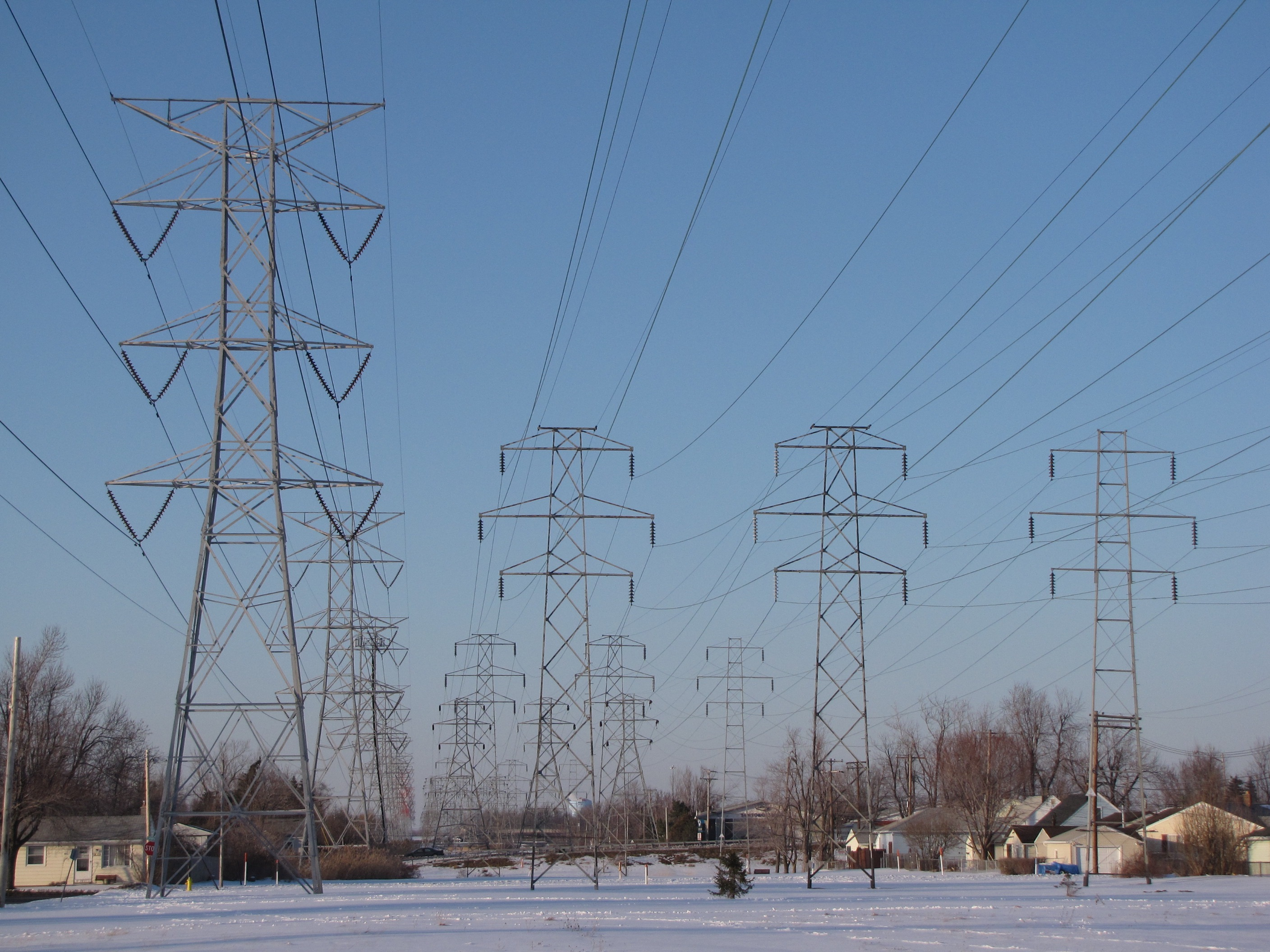
電力輸送網

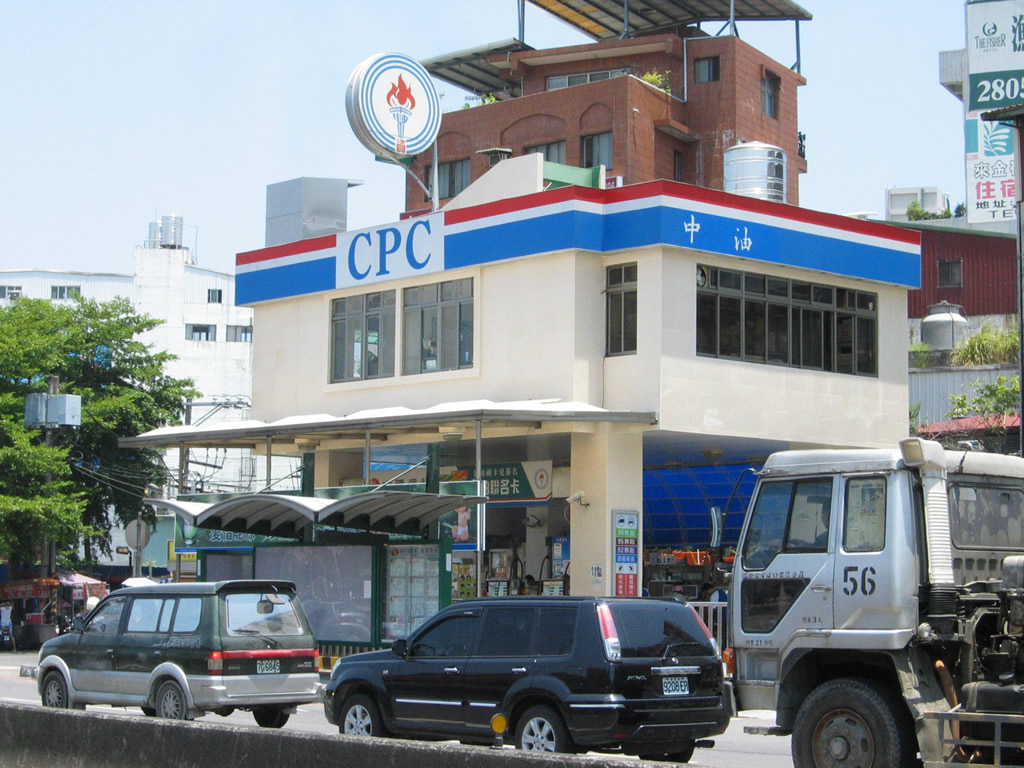
加油站

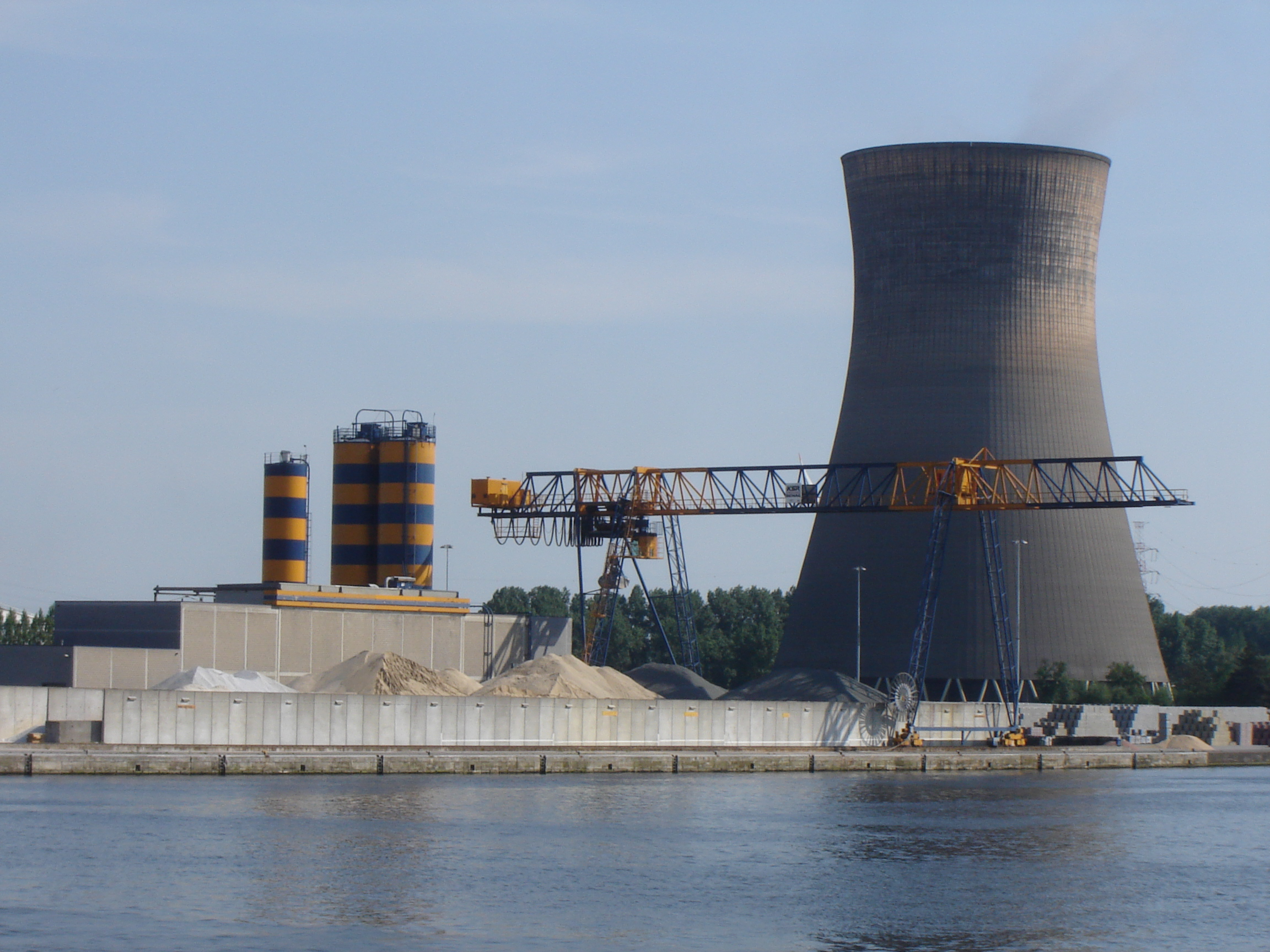
核電廠

能源資源的生產與消費对于世界經濟非常重要。無論是生產商品，提供運輸，使電腦和其他設備正常運作，所有的經濟活動都需要能源資源，可以說是工業時代重要生產資料之一。

## 分类
根据产生的方式以及是否可以再利用，能源可分为一次能源和二次能源、可再生能源和不可再生能源。根据能源消耗后是否造成环境污染，能源还可分为污染型能源和清洁能源。根据能源使用的类型又可分为常规能源和新能源。
- 一次能源：从自然界取得的未经任何改变或转换的能源，包括可再生的水力资源和不可再生的煤炭、石油、天然气资源。
- 二次能源：一次能源经过加工或转换得到的能源，包括电力、煤气、汽油、柴油、焦炭、洁净煤、激光和沼气等。
- 可再生能源：指在自然界中可以不断再生、永续利用、取之不尽、用之不竭的资源，包括太阳能、风能、水能、生物质能、地热能和海洋能等。
- 不可再生能源：泛指经过亿万年形成的，人类开发利用后，在现阶段不可能再生的能源资源。石油、天然氣、核能等依賴有總量限制的來源。
- 清洁能源，也称绿色能源，指不排放污染物的能源。
- 替代能源，也称新能源，在新技术上系统开发利用的能源。新能源大部分是非燃烧的可再生能源。
- 可持續能源，指既能满足目前的需求，又不损害未来后代的需求。能源效率和可再生能源是可持续能源的两大支柱。[4]

### 化石燃料
化石燃料是一種碳氫化合物或其衍生物，包括煤炭、石油和天然氣等天然資源，是目前主要能源来源之一。石油是一種全球使用量最高的化石燃料。在燃烧过程中，化學能快速釋放為熱能和辐射能。

### 核能
核动力發電是核能的主要應用方面，1950年代末至80年代中是世界核電開始快速發展的時期。人們利用核裂變釋放出的熱量進行供熱及發電的技術。核子工業會產生放射性廢料，低階放射性廢料要監測約300年，待其放射性逐漸降低後可以確定其安全穩定性；而放射性較強的高階放射性廢料，則需要搭配較長時間的妥善管理及處置，以待其放射性衰減到與背景輻射相當的程度。

### 可再生能源
根据国际可再生能源机构（IRENA）的数据，2018年底的全球可再能源发电能力为2.799吉瓦。这大约是全世界发电能力的三分之一。水电占最大份额（1,140吉瓦），其次是风能（622吉瓦）和太阳能（584吉瓦）。

## 应用

世界能源消耗量

使用能源通過控制和適應環境使它在人類社會裡成為一個關鍵的發展資源。在任何一個社會都無法避免管理能源的使用。在工業化國家裡，能源資源的發展在農業、運輸、垃圾收集、信息技術、通訊等是成為發達社會的先決條件。自從工業革命後，能源的使用越來越多，同時也帶來一些嚴重的問題，其中一些，如全球暖化對目前全世界有潛在嚴重的風險。另外由於經濟活動，如製造業和運輸業的密集，能源效率﹑依賴﹑安全和價格等的問題也令人關注。

### 能源危機
因為能源供應短缺或是價格上漲而影響經濟。這通常涉及到石油，電力或其他自然資源的短缺。經濟和政治不穩定也可能導致能源危機，像是1973年的石油危機和1979年的石油危機。當全球石油開採率達到最高（即石油峰值）可能會促成另一能源危機。为解決能源結構中的供需問題和環境問題，澳大利亞、加拿大、比利時、丹麥、法國、德國等23個國家于1974年成立了發達國家能源論壇性組織。

### 节约能源
可以通过提高能源使用效率，降低传统能源的消耗量，或減少不必要的能源消秏。在夏季時，可透過選購高CSPF冷氣機、設定適宜的冷氣溫度、定期清洗空氣過濾網、使用LED燈具、安裝感應開關、定期更換燈管等，來節約能源使用。此外，還建議設置能源管理系統，選擇高效率電動機及變頻控制設備，並強調隨手關燈和減少待機電力損失的重要性。

## 參看
- 各国每年人均能量消耗列表
- 中華人民共和國能源政策
- 美國能源政策（英语：Energy policy of the United States）